# Дреер, Бернд
Бернд Дре́ер (нем. Bernd Dreher; 2 ноября 1966, Леверкузен) — немецкий футболист, вратарь.

## Карьера
Играл за «Баварию» и «Байер 04». Завершил карьеру в 2003 году, однако в 2005 вернулся и стал играющим тренером вратарей в «Баварии». Но за эти 3 года провел ещё 2 матча. По окончании сезона 2007—2008 окончательно завершил карьеру. В настоящее время работает тренером вратарей в молодёжном составе «Баварии».

## Достижения
- Чемпион Германии: 1997, 1999, 2000, 2001, 2003, 2006, 2008
- Обладатель кубка Германии: 1998, 2000, 2003, 2006, 2008
- Обладатель кубка Лиги: 1997, 1998, 1999, 2000, 2007
- Обладатель Кубка УЕФА: 1988
- Победитель Лиги чемпионов: 2001
- Обладатель Межконтинентального кубка: 2001